# Article 98 du Code criminel (1919)

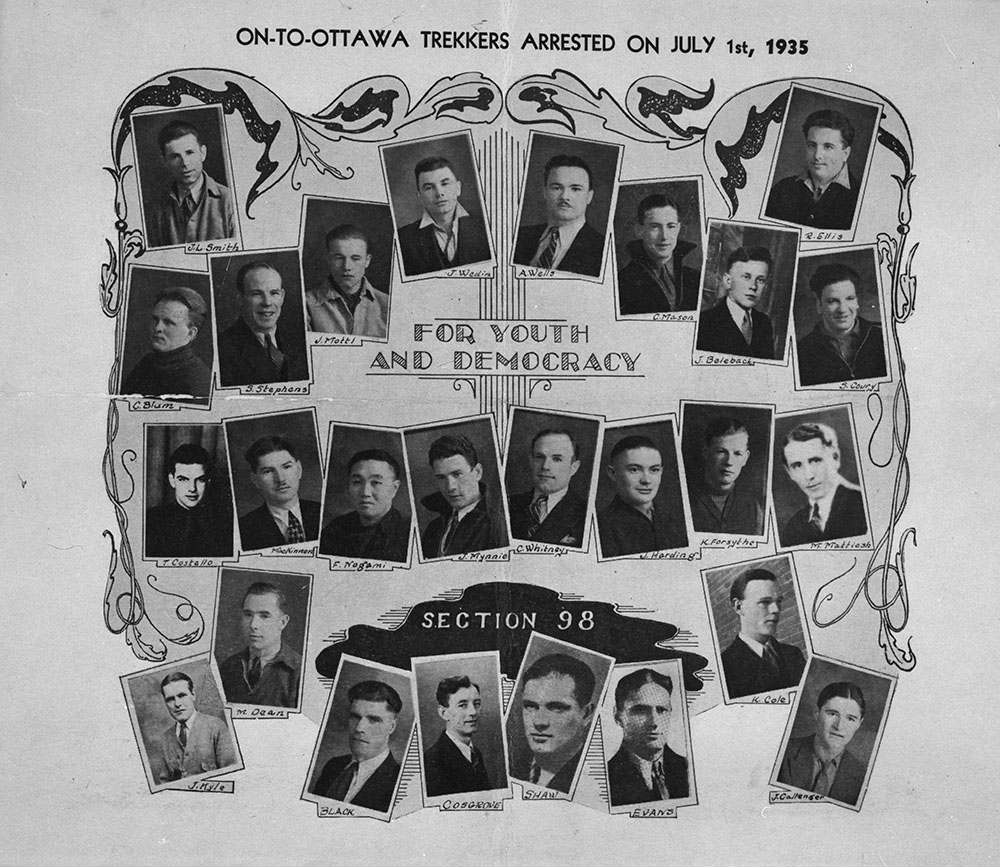
Une affiche réalisée par le Parti communiste du Canada, illustrant les participants au Trek On-to-Ottawa qui ont été arrêtés en vertu de l'article 98.

L'ancien article 98  du Code criminel  a été introduit en 1919 à la suite de la grève générale de Winnipeg. Cette disposition a été utilisée surtout dans les années 1920 et lors de la première moitié des années 1930 pour harceler les syndicats en général et les communistes en particulier.

## Histoire
Après la grève générale de Winnipeg de 1919, Arthur Meighen, ministre de la justice du cabinet de Robert Borden, introduit un amendement au code criminel du Canada qui se lit :

« Toute association...dont l'objectif...est d'apporter un changement gouvernemental, industriel ou économique par la force, par la violence ou par des dommages physiques à une personne ou une propriété, ou par la menace de tels dommages, ou qui enseigne, préconise, conseille ou défend l'utilisation de la force, de la violence, du terrorisme ou des dommages physiques à une personne ou une propriété...dans le but d'accomplir ce changement, ou pour tout autre raison semblable...doit être une association illégale,. »

La loi couvre un domaine très large et peut donner des peines de prison allant jusqu’à 20 ans.

### 1931
L'application la plus célèbre de la loi a lieu le 11 août 1931, lorsque la GRC et la Police provinciale de l'Ontario s'en servent pour arrêter neuf hommes : Tim Buck, Malcolm Bruce, Tom McEwen, Tom Hill, John Boychuck, Matthew Popowich, Sam Carr, Tom Cacic , Michael Golinski et perquisitionné les bureaux du parti et leur domiciles, confisqué tous les documents qu'ils ont pu trouver. Ils ont été accusés en vertu de l'article 98 du Code criminel, une loi initialement adoptée en réponse à la grève générale de Winnipeg. Le but était de porter un coup fatal contre le  Parti communiste. ,. Les leaders sont condamnés à 5 ans de prison.
Dans les années suivant la sentence, l'opinion publique sympathise de façon non homogène avec l'idéologie communiste. Les opinions divergent beaucoup entre les associations. La loi est dénoncée par les libéraux, la gauche modérée et le Canadian Labour Defence League (en), un comité de défense légal communiste. Face à cette opposition, les condamnés sont relâchés et la loi est abrogée en 1936 à la suite de l'élection de Mackenzie King en 1935. La Guerre d'Espagne, guerre civile de 1936 à 1939, ou les idéologies communistes et fasciste  sont militairement supportées par U.R.S.S. contre le Troisième Reich ajoute un peu plus à la confusion.

## Héritage
L'opposition à l'article 98 joue un rôle important dans l'apparition d'un mouvement de défense des droits civiques canadiens, qui se constitue à partir d'une gauche morcelée. Bien qu'abrogée, la loi sert de modèle pour les Règlements concernant la défense du Canada lors de l'état d'urgence précédant l'engagement du Canada dans la Seconde Guerre mondiale, ainsi que pour la loi sur les mesures de guerre adoptée durant la crise d'Octobre de 1970.